# FK Linköping
Fotbollklubb Linköping byl švédský fotbalový klub sídlící ve městě Linköping. Klub byl založen v roce 2009 jako nástupce Linköpings FF, zanikl v roce 2013 sloučením s FC Syrianska do FC Linköping City.

## Sezóny
| Sezóna | Úroveň | Liga       | Divize             | Pozice    | Poznámky |
| ------ | ------ | ---------- | ------------------ | --------- | -------- |
| 2009   | 4      | Division 2 | Nordöstra Götaland | 4. místo  |          |
| 2010   | 4      | Division 2 | Mellersta Götaland | 11. místo | Sestup   |
| 2011   | 5      | Division 3 | Nordöstra Götaland |           |          |